# Méresamon
Méresamon (« Amon l'aime ») est une prêtresse-chanteuse d'Amon égyptienne du sanctuaire intérieur du temple de Karnak, datant d'environ 800 avant notre ère.

## Historique
La momie a été achetée en 1920 par James Henry Breasted lors d'une visite en Égypte et n'a jamais été débandelettée. Ceci est inhabituel dans la mesure où la momie a été scannée trois fois avec différentes générations de technologies d'imagerie : d'abord en 1991 avec un scanner hélicoïdal GE à une seule coupe, puis en juillet 2008 avec un scanner « Philips Brilliance 64 » à 64 coupes, et fin septembre 2008 avec un scanner « Philips iCT » à 256 coupes. Tous les examens ont été réalisés au centre médical de l'université de Chicago, dans le département de radiologie.

## Reconstitution du visage
L'Institut oriental a commandé deux reconstitutions du visage de Méresamon. Les deux artistes ont travaillé à partir d'une image tridimensionnelle du crâne créée à partir de plusieurs tomodensitogrammes et ils n'ont pas comparé leurs résultats pendant leur travail.
L'artiste de Chicago Joshua Harker a utilisé la méthode médico-légale traditionnelle, qui consiste à superposer des couches de graisse et de muscles sur le crâne en utilisant la méthode américaine des marqueurs de profondeur des tissus Gatliff-Snow pour reconstituer l'apparence de Méresamon. Plutôt que d'utiliser une reproduction physique d'un crâne usiné à partir de scanners, il a travaillé numériquement en trois dimensions.
La deuxième reconstitution est l'œuvre de Michael Brassell, qui a été formé à l'imagerie faciale médico-légale par le Federal Bureau of Investigation. Il travaille avec le Department of Justice/Maryland State Police Missing Persons Unit sur le projet baptisé « NamUs », une base de données organisée par le National Institute of Justice et le Department of Justice qui permet aux services de police et aux familles de personnes disparues d'essayer d'identifier des restes de squelettes.
Les similitudes entre les deux reconstructions, à savoir le menton étroit, la petite bouche, les pommettes saillantes et la forme des yeux, suggèrent que les deux techniques ont permis de créer un portrait fiable de Méresamon, dont le visage a été vu pour la dernière fois il y a 2 800 ans.

## Exposition
Sa momie a été exposée au musée de l'Oriental Institute of Chicago de l'université de Chicago du 10 février au 6 décembre 2009. Cette exposition, « La vie de Méresamon : une chanteuse de temple dans l'Égypte antique », offre un regard personnel sur la vie de Méresamon.